# Pietro Piro

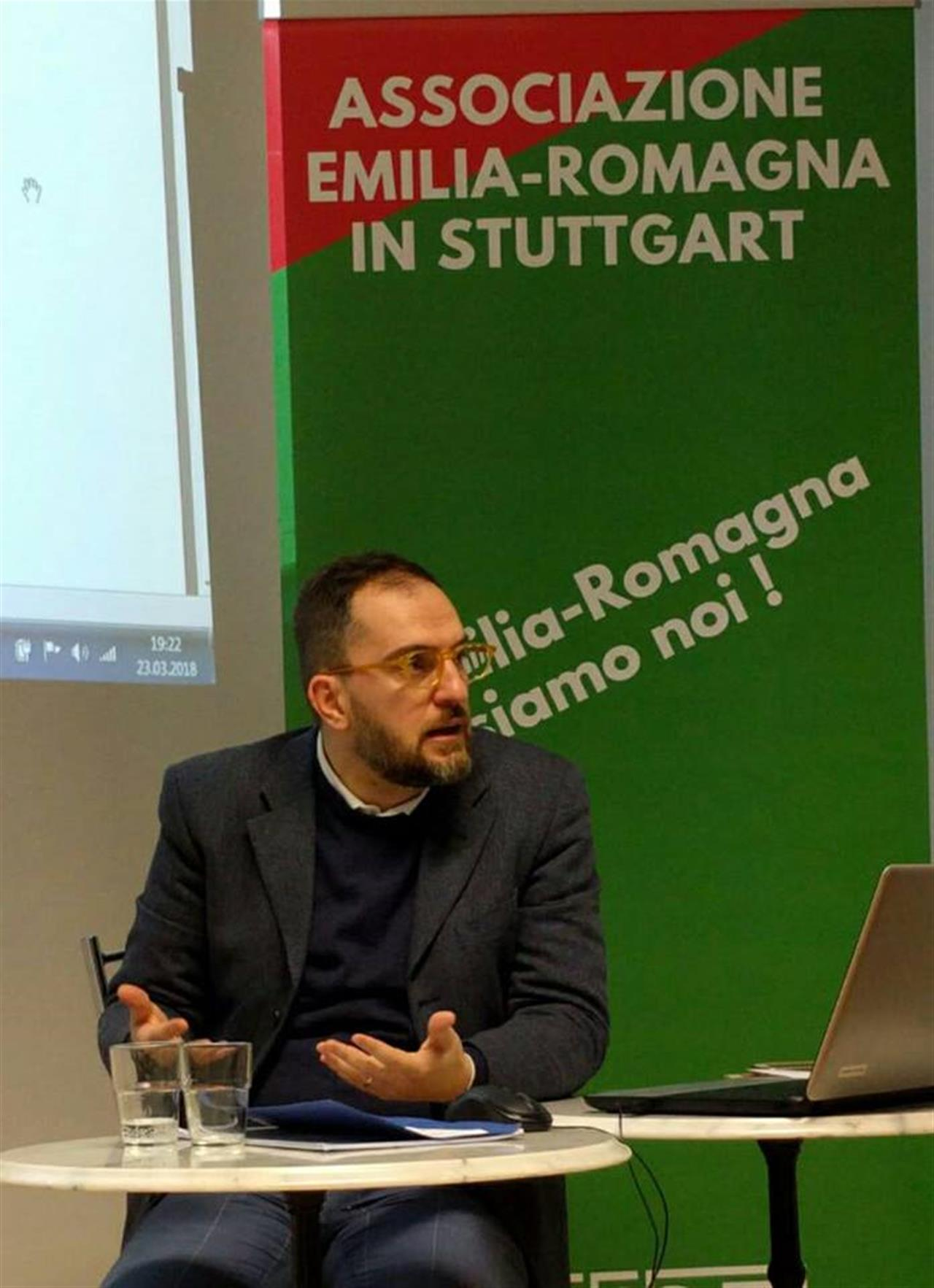
Pietro Piro durante una conferenza presso l'Istituto Italiano di Cultura di Stoccarda.

Pietro Piro (Termini Imerese, 7 ottobre 1978) è un saggista italiano.

## Biografia
Precocemente introdotto ai temi della politica e dell'impegno civile e democratico dalla figura del padre Francesco Piro e a quelli pedagogici e religiosi dalla madre Adriana Vittorio (1951-2021). Dopo il diploma si trasferisce a Urbino dove nella locale università studia psicologia, filosofia, teologia. Si laurea in filosofia antica con la direzione di Renzo Vitali con una tesi su Pitagora. Su indicazione di Aldo Natale Terrin (1941 – 2024), si reca presso il l'Istituto Italiano Zen Sōtō Shōbōzan Fudenji per vivere la vita quotidiana del monaco buddhista Zen In monastero, sperimenta grazie alla direzione dell'abate Fausto Taiten Guareschi la pratica della meditazione e lo stile austero e severo del buddhismo Zen Sōtō. Consegue il dottorato di ricerca in Comunicazione Politica con una tesi dottorale sulla costruzione del mito di Francisco Franco. Ottiene il titolo di Master in Sociologia lavorando a una tesi sulla lettura di Max Weber del Buddhismo e dell'Hinduismo. È stato visiting scholar presso la UNED di Madrid e la Filmoteca Española. È stato Cultore della materia in Sociologia presso l'Università di Roma Tre e membro della Società Italiana di Storia delle Religioni. È stato redattore della Rivista “Filosofia e nuovi sentieri”. Ha tradotto e introdotto José Ortega y Gasset, Appunti per un commento al Convivio di Platone (2012) e Santiago Ramón y Cajal, Psicologia del Don Quijote e il Quijotismo (2012) e curato la postfazione a José Ortega y Gasset, Meditazione sulla tecnica e altri saggi su scienza e filosofia (2011). Curatore delle opere collettive: Il gioco e il giogo(2013); Perché guardare a Oriente?(con Krishna Del Toso) (2013); Agire o non agire? Strategie di pensiero/azione in Oriente e Occidente (con Pietro Chierichetti) (2015). Ha ideato e diretto le sei edizioni del Seminario Popolare sul Pensiero dell'Estremo Oriente. Ha svolto ricerche in ambito sociologico con particolare riferimento alla rappresentazione mediatica della marginalità, ai fenomeni migratori e alle conseguenze della disoccupazione. Ha lavorato come educatore nei servizi sociali nell’ambito delle misure di contrasto alla povertà e per l’inclusione sociale. Dal 2019 lavora nella direzione nazionale dell’Area Sociale e Formativa dell’Opera Don Calabria (Poveri Servi della Divina Provvidenza). Ha fondato la Biblioteca Veni Creator Spiritus, una biblioteca popolare basata sulla pratica del dono e della condivisione. Nell'ottobre del 2021 è stato nominato dall'Arcivescovo di Palermo Corrado Lorefice, membro dell'equipe diocesana per il Sinodo, un gruppo composto da presbiteri, religiosi e laici che coordinerà i lavori sinodali. Dal maggio 2023 è membro del Consiglio Pastorale Diocesano dell'Arcidiocesi di Palermo.

## Pensiero
Le prime opere di Piro (Le prime luci dell'alba, Le prime luci dell'alba a Oriente) mettono al centro della vita dell'homo religiosus la potenza (con Van der Leeuw) e le sue manifestazioni. L'uomo risente della "caduta" nella separazione dal Tutto, nella trappola dell'Io, nella menzogna del ciclo vita-morte. La "creatura uomo" attraverso le pratiche religiose e ascetiche ambisce a una reintegrazione con il Tutto che possa colmare la "nostalgia di Assoluto" che sgorga direttamente dal suo sentimento creaturale. Già a partire da La peste emozionale. L'uomo-massa e l'orizzonte totalitario della tecnica (2011) Piro individua nell'uomo-massa (ricostruendo la genesi storica del termine) una delle figure più pericolose e diffuse del nostro tempo (ereditando questa posizione a partire da una personale interpretazione dell'opera di José Ortega y Gasset). L'uomo-massa è una figura fatalmente attratta dallo sviluppo tecnico e dall'artificiale, devota al culto dell'apparire e del denaro ma anche una figura estremamente fragile ed esposta al pericolo e al fallimento. Nel pamphlet Uno sguardo sul dominio borghese (2011) la borghesia è ricondotta alla sua attitudine fondamentale: generare sempre nuove condizioni di oppressione. Nelle opere successive La terra rotta (2012); Le occasioni dell'uomo ladro (2012); Marginalia (2012); Non c'è tempo per l'uomo (2012); due sono i temi principali: la meditazione sulla natura della tecnologia (che ha interessato principalmente studiosi di lingua spagnola legati alla riflessione di Ortega y Gasset sulla tecnica) e il destino dell'uomo e la ricerca di un punto d'incontro tra le tradizioni d'Oriente e d'Occidente. Nella monografica dedicata a Francisco Franco (2013); emerge la visione di un potere senza fondamento che simula attraverso le armi di persuasione di massa le virtù originarie della potenza. Potere vuoto che si auto alimenta censurando ogni forma di dissenso. Rileggendo le opere di Michail Michailovič Bachtin, Giuseppe Cocchiara, Florens Christian Rang, Piro estende la categoria di Carnevale e di "mondo alla rovescia" all'intera organizzazione sociale, totalmente configurata "alla rovescia" per ridurre ogni forma d'individualità al conformismo e ogni manifestazione d'intelligenza alla logica dello scambio e del consumo. Una società orientata alla morte, che pone al centro del suo universo simbolico lo spreco e la distruzione dell'ambiente sia naturale che culturale. Una società puerile che rende impossibile una vita adulta e responsabile. Solo una comunità di virtuosi può dare avvio alla realizzazione di una società più dignitosa e più giusta in cui convivono insieme libertà e responsabilità, ecologia profonda e convivialità. Costanti e ricorrenti sono i riferimenti ad autori come Ivan Illich, Jacques Ellul, Paulo Freire, Danilo Dolci, Don Lorenzo Milani, Romano Guardini, Ernst Jünger, Raimundo Pannikar, Ernesto Balducci.
Nell'opera Auschwitz è ancora possibile? Temi e argomenti per un pensare civile, fortemente influenzata dall'indagine di Raul Hilberg Piro prosegue le sue indagini sulle manifestazioni contemporanee del "carattere fascista" e s'interroga sull'influenza dei "meccanismi psicologici" che possono condurre all'omicidio di massa. Pur ritenendo che siano stati fatti passi da gigante nel limitare l'uso della violenza, sostiene ci sia ancora molta strada da percorrere per diffondere un'educazione altruistica e responsabile.
Con la raccolta di saggi Desiderio di volti. Scritti d'occasione, Piro ritorna a interrogarsi su temi civili ritenuti essenziali: difesa dei diritti costituzionali, giustizia sociale, questione morale, rapporto Nord-Sud, tecnica e società, memoria e celebrazione.
Il volume Perdere il lavoro, smarrire il senso è dedicato principalmente all'analisi della condizione delle persone in prolungato stato di disoccupazione che: "hanno vissuto una esperienza di "decentramento" psicologico molto importante [...] Hanno perso "il loro posto nel mondo", non si sentono più cittadini con dei diritti, si sentono parte di un sistema "cannibale" che dopo aver divorato le loro migliori energie li espelle senza nessuna pietà. La persona si sente schiacciata da un sistema sociale ed economico incomprensibile, inumano, violento, che prima ti sfrutta e dopo ti scarta. Ma ancora più diffuso è un sentimento d'inutilità, di vuoto, di spaesamento totale. [...] L'assenza di lavoro incide sulla salute, molti infatti, interrompono le cure con un conseguente aumento di malessere fisico e mentale. I legami familiari si diradano e s'innescano conflitti spesso sopiti in una condizione di benessere. La rete amicale si polverizza e le forme di dipendenza che precedentemente, potevano essere contenute e controllate, possono esplodere con violenza.  Secondo Sara Fariello il lavoro di ricerca di Piro aiuta a riflettere su come: "la progettualità sociale può essere uno straordinario ed utile strumento per pensare, realizzare e diffondere esperienze di successo che creino ricchezza ma che siano anche sostenibili ed aiutino le persone ad uscire dalla marginalità". In un articolo apparso sul quotidiano Il manifesto si evidenzia anche come il volume "ripropone la necessità di riprendere le linee guida di una Chiesa come comunità di base, ecclesialità dei poveri, spiritualità degli ultimi".  Piero Di Giorgi ha scritto: "Pietro Piro, oltre che educatore, è un intellettuale cattolico che, nella storica divisione tra cattolici conservatori per non dire reazionari, da un lato, la cui religiosità è quella esteriore, della ritualità, del formalismo clericale, e progressisti, dall’altro, si colloca nell’ambito di quest’ultimi, cioè di coloro che cercano d’incarnare il messaggio evangelico nella prassi della vita quotidiana e che hanno sempre criticato l’alleanza della Chiesa con le classi dominanti. Non a caso, gli autori che predilige Piro e di cui si occupa nel libro appartengono tutti a questo filone e sono stati osservati speciali da parte della Chiesa ufficiale". Durante le fasi più acute della pandemia da Covid 19 ha sostenuto l’ipotesi dell’impossibilità di un ritorno alla vita precedente e l’urgenza d’interpretare gli eventi come un'occasione propizia per “Rifondare la società in cui viviamo riscrivendo il patto sociale”. Secondo Piro: “La società che costruiremo dopo la pandemia sarà cooperativa, solidale, responsabile, ecologica, meticcia, aperta o non sarà.”
Recentemente ha proposto una sua "idea di Pace" che affonda le sue radici nella tradizione monastica benedettina e che rispecchia il tentativo di Piro di applicare alla vita quotidiana lo stile di vita del monaco.

## Opere
- I versi del poeta sono da buttare, Firenze Libri, Firenze 2000, pp.96, ISBN 978-88-8254-685-4.
- Le prime luci dell'alba. Materiali di Storia delle Religioni, Navarra Editore, Marsala 2009, pp. 182, ISBN 978-88-95756-16-5.
- Uno sguardo sul dominio borghese. Un breve scritto politico, Palermo, Edizioni La Zisa, Palermo 2011, pp. 80, ISBN 978-88-6684-004-6.
- La peste emozionale. L'uomo-massa e l'orizzonte totalitario della tecnica, Mimesis, Milano-Udine 2011, pp. 147, ISBN 978-88-575-0844-3.
- Le prime luci dell'alba a Oriente. Materiali di Storia delle Religioni, Navarra Editore, Marsala 2011, pp. 195, ISBN 978-88-95756-46-2.
- Le occasioni dell'uomo ladro. Saggi, polemiche e interventi tra Oriente e Occidente, Mimesis, Milano-Udine 2012, pp. 160, ISBN 978-88-575-1346-1.
- Marginalia. Brevi annotazioni di un lettore vivo, Pistoia, Petite Plaisance, Pistoia 2012, pp. 80, ISBN 978-88-7588-069-9.
- Non c'è tempo per l'uomo. Una discesa nel maelström della tecnica, Edizioni La Zisa, Palermo 2012, pp. 103, ISBN 978-88-6684-011-4.
- La terra rotta. Una risposta alle lettere del lago di Como di Romano Guardini, Palermo, Edizioni La Zisa 2012, pp. 60, ISBN 978-88-6684-028-2.
- Nuovo Ordine Carnevale. Conferenze, saggi, recensioni, esercizi di memoria, Mimesis, Milano-Udine 2013, pp. 150, ISBN 978-88-575-2058-2.
- Il dovere di continuare a pensare. Interventi, saggi, recensioni, Petite Plaisance, Pistoia 2013, pp. 125, ISBN 9788875881146.
- Francisco Franco. Appunti per una fenomenologia della potenza e del potere, Mimesis, Milano-Udine 2013, pp. 190, ISBN 978-88-575-1611-0.
- I frutti non colti marciscono. Temi weberiani e altre inquietudini sociologiche, Mimesis, Milano-Udine 2014, pp. 212, ISBN 978-88-575-0769-9.
- Auschwitz è ancora possibile? Temi e argomenti per un pensare civile, Cultura e Dintorni, Roma 2016, pp. 208, ISBN 978-88-97538-39-4.
- La comunità dei virtuosi. Una sfida al conformismo sociale, Unicopli, Milano 2016, pp. 165, ISBN 978-88-400-1870-6.
- Desiderio di volti. Scritti d'occasione, Unicopli, Milano 2017, pp. 122, ISBN 978-88-400-1929-1.
- Perdere il lavoro smarrire il senso: esperienze educative e altri saggi di sociologia critica, Mimesis, Milano-Udine 2018, ISBN 978-88-575-4579-0
- L'uomo nell'ingranaggio, Edizioni La Zisa, Palermo, 2019, ISBN 978-88-31990-30-1
- Solidarietà senza confini. Scritti sulla linea umano/disumano, Edizioni La Zisa, 2021, ISBN 8831990802
- I giovani non esistono! Edizioni Aracne 2023, ISBN 979-12-218-0974-9

## Curatele
- Pietro Piro, Krishna Del Toso, Perché guardare a Oriente? Prospettive, risorse e visioni di un mondo non più lontano, Tipheret, Catania 2013, pp. 312, ISBN 978-88-6496-092-0.
- Pietro Piro, Il giogo e il gioco. Eccitazione. Delirio. Disillusione. Sull'orlo di vite marginali, Limina Mentis, Monza 2013, pp. 212, ISBN 9788898496006.
- Pietro Piro, Pietro Chierichetti, Agire o non agire? Strategie di pensiero/azione in Oriente e Occidente, Unicopli, Milano 2015, pp. 244, ISBN 978-88-400-1835-5.
- Enzo Giunta, Pietro Piro, Patri Masinu. Tommaso Giunta e il suo tempo, Tipografia Corso, Termini Imerese 2023, pp. 92.

## Traduzioni
- José Ortega y Gasset, Appunti per un Commento al Convivio di Platone, Mimesis, Milano-Udine 2012, ISBN 978-88-575-0878-8, pp. 35-92.
- Santiago Ramón y Cajal, Psicologia del Don Quijote e il Quijotismo, Mimesis, Milano-Udine 2012, ISBN 978-88-575-1390-4, pp. 66-87.
- Fabián Ludueña Romandini, L’ascensione di Atlante. Glosse su Aby Warburg, Mimesis, Milano - Udine 2018, ISBN 978-88-575-4699-5, pp. 5-73.